# Gartenstadt (Krefeld)
Gartenstadt – dzielnica miasta Krefeld w Niemczech, w kraju związkowym Nadrenia Północna-Westfalia, w rejencji Düsseldorf.

## Historia
Nazwa dzielnicy wywodzi się od koncepcji miasta ogrodu. Gartenstadt było zaplanowane przez Krefeld jako przedmieście wsi. Pomysł na zbudowanie dzielnicy powstał w 1898 roku w momencie, gdy angielski pisarz Ebenezer Howard wydał książkę pt. Tomorrow, a w 1902 pod tytułem Garden Cities of Tomorrow.

## Populacja

### Demografia
Według spisu ludności z 2023 roku w dzielnicy Gartenstadt mieszkało 4324 mieszkańców, z czego 2061 to mężczyźni, a 2263 to kobiety. 3807 mieszkańców dzielnicy ma pochodzenie niemieckie, a 517 pochodzenie zagraniczne.